# Tetramorium ocothrum
Tetramorium ocothrum är en myrart som beskrevs av Bolton 1979. Tetramorium ocothrum ingår i släktet Tetramorium och familjen myror. Inga underarter finns listade i Catalogue of Life.